# Kate Roberts
Kate Roberts (Rhosgadfan, 13 febbraio 1891 – Denbigh, 4 aprile 1985) è stata una scrittrice e attivista gallese, una delle più conosciute nella sua terra. Nel corso degli anni le è stato attribuito l'appellativo di Brenhines ein llên (La regina della nostra letteratura), ed è conosciuta soprattutto per i suoi racconti brevi, ma anche per i suoi romanzi. È stato anche una nazionalista di primo piano.

## Biografia
Nata nel 1891 villaggio di Rhosgadfan, (Gwynedd), si è laureata in gallese presso l'Università di Bangor e successivamente svolto la professione di insegnante in varie scuole del sud del Galles.
È stata uno dei primi membri del Plaid Cymru, alle cui assemblee ha conosciuti il futuro marito Morris T. Williams, che sposò nel 1928. Alla fine degli anni trenta rileva, col marito, la casa editrice Gwasg Gee (The Gee Press) di Denbigh, dove continua a lavorare anche dopo il 1946, anno in cui rimane vedova.
Morì nel 1985

## Stile
I suoi romanzi e racconti hanno come sfondo la terra in cui ha vissuto nel nord del Galles. Lei stessa ha detto di essere 
Il suo lavoro è notevole per la ricchezza del linguaggio. Il ruolo delle donne nella società e una visione progressista sulla vita e l'amore sono i temi principali delle sue opere.

## Opere scelte

### In Gallese
- 1936: Traed mewn cyffion (Feet in chains), Novelle, Gwasg Gomer, 2001, ISBN 0-86383-480-9
- 1936: Traed mewn cyffion (Feet in chains), Novelle, Trad. Katie Gramich, Edizione con note, Parthian Books, 2012, ISBN 978-1-908069-56-6
- 1937: Ffair Gaeaf a storïau eraill (Winter fair and other stories), Storie brevi, Denbigh: Gwasg Gee, 2000, ISBN 0-00-017373-8
- 1956: Y byw sy'n cysgu (The living that sleep), Novelle, Denbigh: Gwasg Gee, 1995, ISBN 0-7074-0268-9
- 1959: Te yn y grug (Tea in the heather), Storie brevi, Gwasg Gee, 2004, ISBN 1-904554-01-6
- 1960: Y lôn wen (The white lane), Autobiografia, Gwasg Gee, 2000, ISBN 0-00-017991-4.
- 1992: Annwyl Kate, annwyl Saunders : gohebiaeth, 1923–1983 (Dear Kate, dear Saunders: correspondence, 1923–1983, carteggio fra Kate Roberts e Saunders Lewis), Aberystwyth : National Library of Wales, Dafydd Ifanbs ISBN 0-907158-57-9

### In Inglese
- 2001: Sun and storm and other stories, ISBN 0-7074-0347-2
- 2002: Feet in chains. Traduzione di John Idris Jones, ISBN 1-85411-321-6
- 2002: Tea in the heather. Traduzione di Wyn Griffith, ISBN 1-85411-320-8
- 1991: The world of Kate Roberts : selected stories, 1925–1981, Traduzione di Joseph P. Clancy, Philadelphia, Temple University Press, ISBN 0-87722-794-2

[Introduzione alle sue storie brevi, con allegata la traduzione di Te yn y grug (Tea in the heater)]